# Greg Foster
Gregory „Greg“ Foster (* 4. April 1958 in Chicago, Illinois; † 19. Februar 2023 in Maywood, Illinois) war ein US-amerikanischer Leichtathlet. Er war dreimal Weltmeister im 110-Meter-Hürdenlauf.

## Leben
Foster gehörte zu den herausragenden 110-Meter-Hürdensprintern der 1980er Jahre. Er war der große Konkurrent von Renaldo Nehemiah, Roger Kingdom, Mark McKoy und Colin Jackson. Sie lieferten sich über zehn Jahre lang Wettkämpfe bei allen großen internationalen Veranstaltungen. Während Kingdom zweimal Olympiasieger 1984 und 1988 wurde, blieb Foster dies verwehrt; er gewann 1984 die Silbermedaille und war 1988 verletzt. Er dominierte jedoch vor allem bei Leichtathletik-Weltmeisterschaften und wurde bei den Weltmeisterschaften 1983, 1987 und 1991 Weltmeister. 1990 wurden bei einem Dopingtest bei Foster Pseudoephedrin, Ephedrin und Phenylpropanolamin gefunden, worauf er für drei Monate gesperrt wurde.
1987 verbesserte Foster den Hallenweltrekord über 60 Meter Hürden auf 7,36 Sekunden, womit er noch heute auf Rang vier der ewigen Bestenliste rangiert. 1985 unterbot Foster in 6,35 Sekunden den Hallenweltrekord über 50 Meter Hürden, ehe Mark McKoy ihn im folgenden Jahr als Weltrekordler ablöste. Fosters Bestzeit über 110 Meter Hürden stellte er 1981 beim Leichtathletik-Sportfest in Zürich auf, als er sich in einem denkwürdigen Rennen im Sog des Weltrekord laufenden Nehemiah auf 13,03 Sekunden verbesserte. Diese Leistung war damals die zweitbeste Zeit weltweit und bedeutet heute Rang 17 der ewigen Freiluftbestenliste.
Bei einer Körpergröße von 1,90 m betrug zu seiner Aktivenzeit sein Gewicht 85 kg. Greg Foster war in den frühen 80er Jahren mit Florence Griffith-Joyner liiert und zeitweise ihr Agent.
Foster hatte seit seinem 57. Lebensjahr unter Amyloidose gelitten. Dabei führen Proteinablagerungen zu Organschäden. 2020 hatte er sich einer Herztransplantation unterzogen.